# Oliveriana simulans
Oliveriana simulans är en orkidéart som beskrevs av Dodson och Roberto Vásquez. Oliveriana simulans ingår i släktet Oliveriana och familjen orkidéer.
Artens utbredningsområde är Bolivia. Inga underarter finns listade i Catalogue of Life.